# Haus Freudenberg

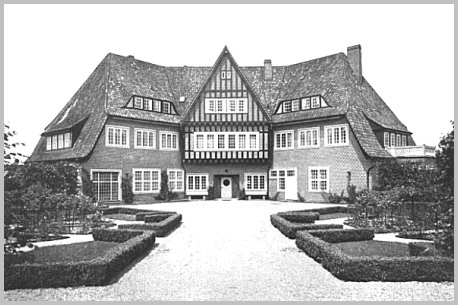
Haus Freudenberg, um 1910

Das Haus Freudenberg im Berliner Ortsteil Nikolassee, Potsdamer Chaussee 48, ist ein vom Architekten Hermann Muthesius im Auftrag Hermann Freudenbergs entworfenes und 1907–1908 (laut Gedenktafel: 1906–1907) errichtetes ehemaliges Einfamilienhaus. Es steht unter Denkmalschutz und ist unter der Nr. 09075263 in die Liste der Kulturdenkmale in Berlin-Nikolassee eingetragen.

## Entstehung

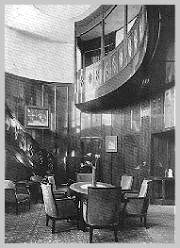
Halle

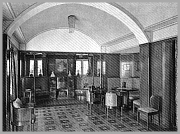
Musikzimmer

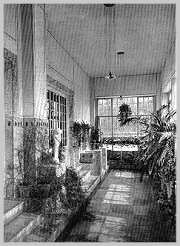
Wintergarten

Bauherr des Hauses war der Kaufmann Hermann Freudenberg (1868–1924), Sohn des Eigentümers des damals führenden Berliner Kaufhauses Gerson am Werderschen Markt, Philipp Freudenberg. Er war – wie sein jüngerer Bruder Julius (1870–1927) – mit einer Tochter des Brüsseler Warenhausbesitzers Léo Hirsch verheiratet.
Zunächst war geplant, dass für beide Brüder zwei Villen auf dem Grundstück entstehen sollten, die durch einen gemeinsam Garten und einen Laubengang miteinander verbunden werden sollten. Bequemlichkeit, schlichte Schönheit, direkter Bezug zu Garten und Landschaft waren die Prämissen, die der Planung zugrunde lagen. Die Bauten sollten – wie das eigene Haus von Herrmann Muthesius nebenan – in Platzierung und Bauform von der Ausrichtung zur Sonne und vom Ausblick über die Rehwiese bestimmt sein. Das zweite Haus wurde nicht ausgeführt.

## Architektur
Die Winkelform des zweigeschossigen Backsteingebäudes mit hohem Giebel und tief heruntergezogenem Walmdach war von dem konkreten Vorbild des Hauses „The Barn“ von Edward Prior in Exmouth, das Muthesius in seinem Buch „Das Englische Haus“ behandelt hatte, inspiriert. Nach Muthesius war die durch zwei Achsen bestimmte Form aber auch die logische Konsequenz aus der räumlichen Situation: dem Zugang von der Straße und der im 45-Grad-Winkel abknickenden Rehwiese. „Diese Achsenkreuzung hat zu der eigentümlichen Grundrissanordnung des Hauses geführt, bei der sich das Gebäude in rechtwinklig geknickter Form um die Hauptachse legt, ein Grundrisstypus, dem man nicht selten begegnet, der sich jedoch hier als die natürliche Lösung gewissermaßen von selbst ergab.“

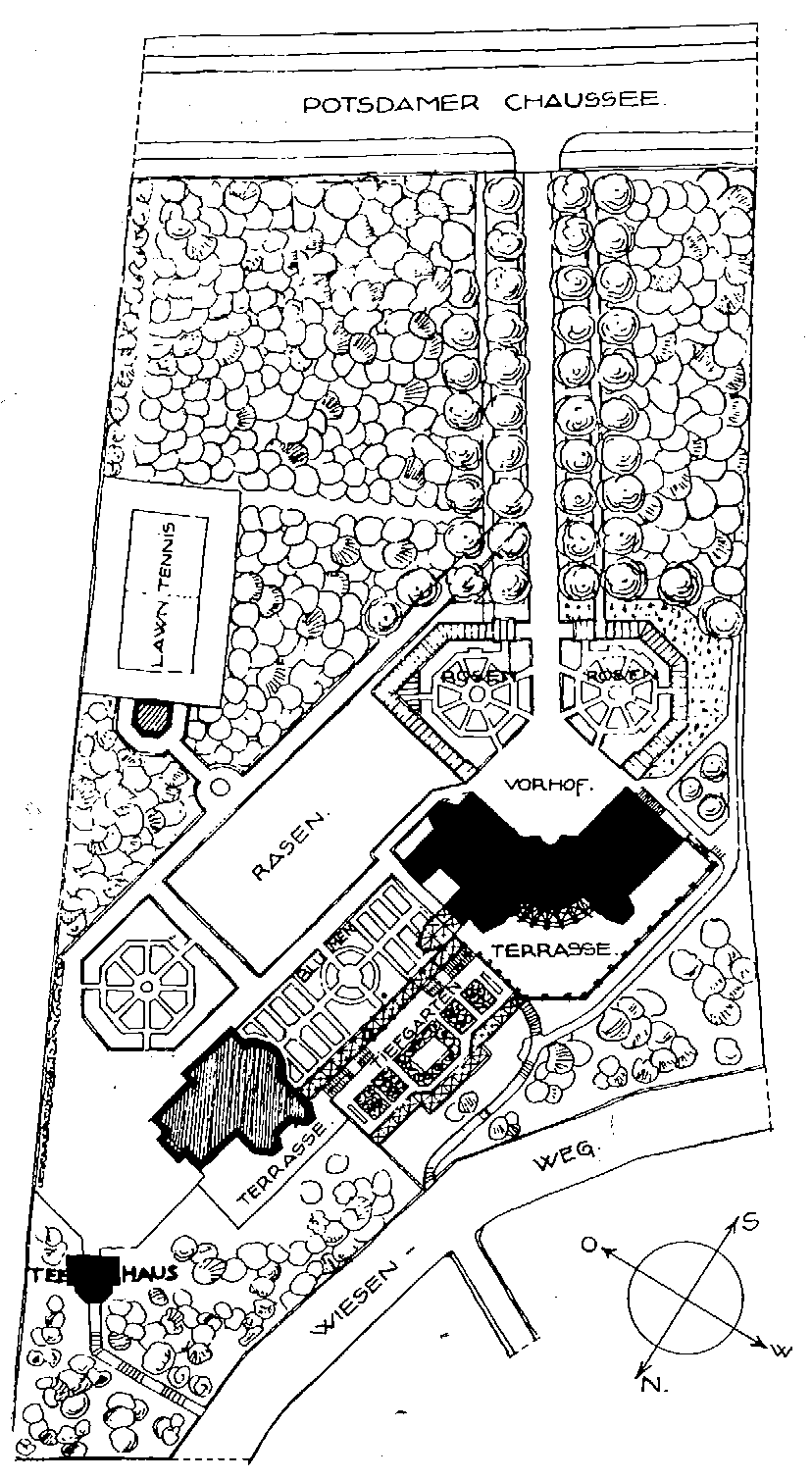
Lageplan mit der Planung von zwei Villen

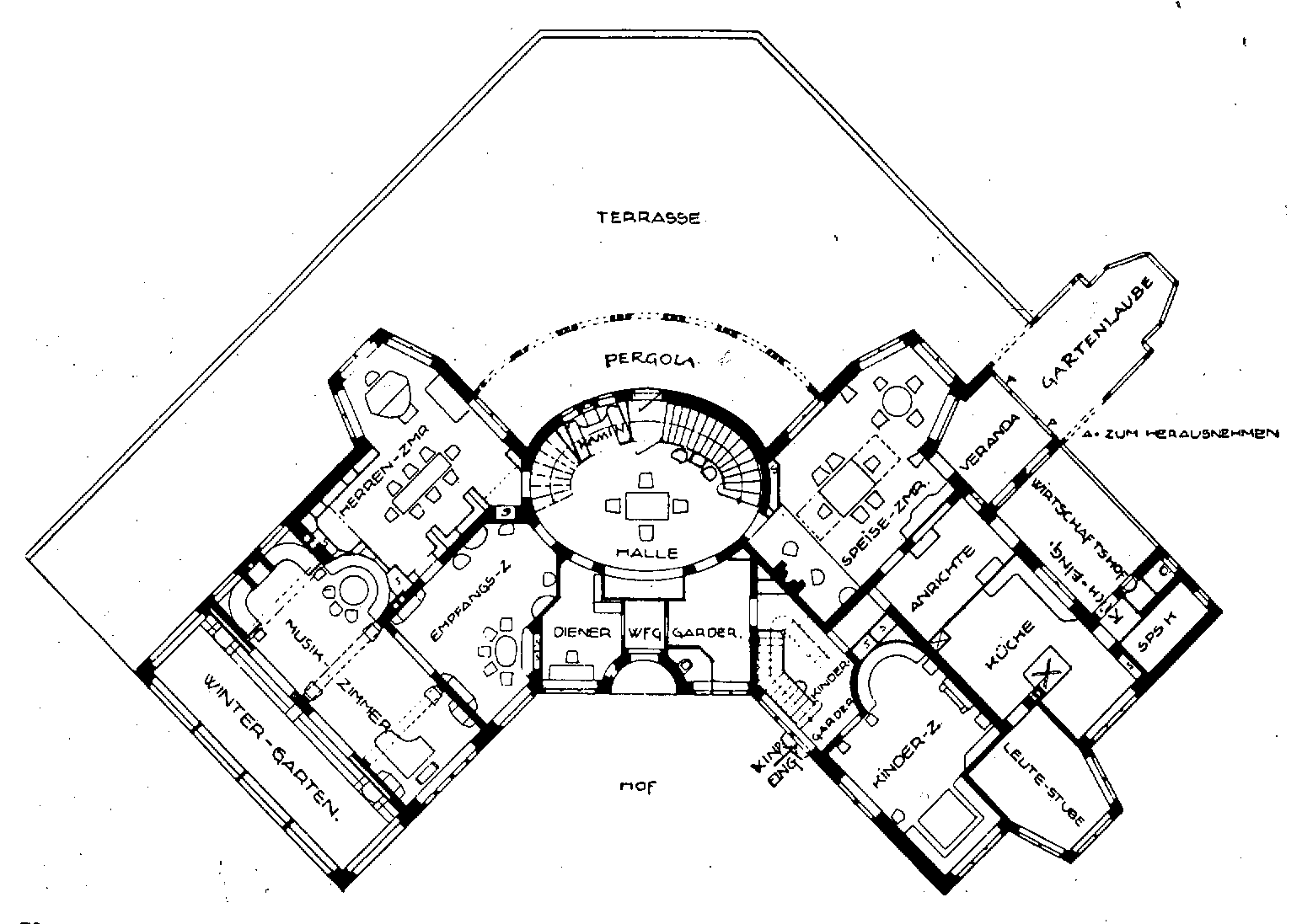
Grundriss Erdgeschoss

Der Haupteingang lag in der Zugangsachse, die das Haus gleichsam in zwei Teile teilte: Rechts waren im Erdgeschoss die Wirtschaftsräume und das Speisezimmer, außerdem hier und in den beiden oberen Geschossen sämtliche Räume für die Kinder und das Personal angeordnet. Die zentrale ovale Treppenhalle vermittelte als Gelenk zum linken Bauteil, wo ebenerdig die Wohn- und Gesellschaftsräume und in den beiden Obergeschossen Schlafräume für die Eltern und die stets zahlreichen Gäste untergebracht waren. Schlaf- und Kinderzimmer sowie der Wintergarten wurden von Süden belichtet, Speise- und Herrenzimmer sowie die große Veranda an der Rückseite des Hauses ermöglichten den besten Ausblick auf die Rehwiese.
Die verlorene Innenausstattung war einst von der erlesenen Kostbarkeit der Materialien – edle Hölzer wie Mahagoni, Rotbuche, Zitronenholz oder Ahorn für Fußböden und Holzvertäfelungen, Glas- und Keramikfliesen an Kaminen, Marmor im Wintergarten – und von höchster handwerklicher Qualität geprägt. Das Äußere des Hauses bestimmten ursprünglich dunkelrote Rathenower Handstrichziegel in Blockverband mit weißen Fugen, graue holländische Dachpfannen, weiß gerahmte, bündig in der Fassade sitzende Sprossenfenster, der Fachwerkgiebel und die mit Schablonenmustern verzierten Holzteile. Sie belegten den besonderen gestalterischen Anspruch des Architekten, der ein eindrucksvolles Anwesen schuf, ohne auf konventionelle Repräsentationselemente zurückzugreifen. Muthesius konnte hier für einen wohlhabenden Bauherrn, der vier Kinder und einen auf Geselligkeit ausgelegten Lebensstil hatte, seine in England entwickelten Prinzipien für ein Landhaus in ebenso idealerweise umsetzen wie in seinem eigenen Haus.
Das in seiner Form als zweiflügelige Anlage mit mächtigem Dach und zentralem Fachwerkgiebel charakteristische Gebäude wurde zum Inbegriff des anspruchsvollen großbürgerlichen Wohnhauses im englischen Landhausstil. Trotz seiner enormen Größe und einer ehemals reichen und kunstvollen Innenausstattung war Haus Freudenberg nicht auf Repräsentation angelegt – vielmehr war es im Sinne einer neuen Wohnkultur für das Leben einer großen Familie geschaffen.

## Nutzungsgeschichte

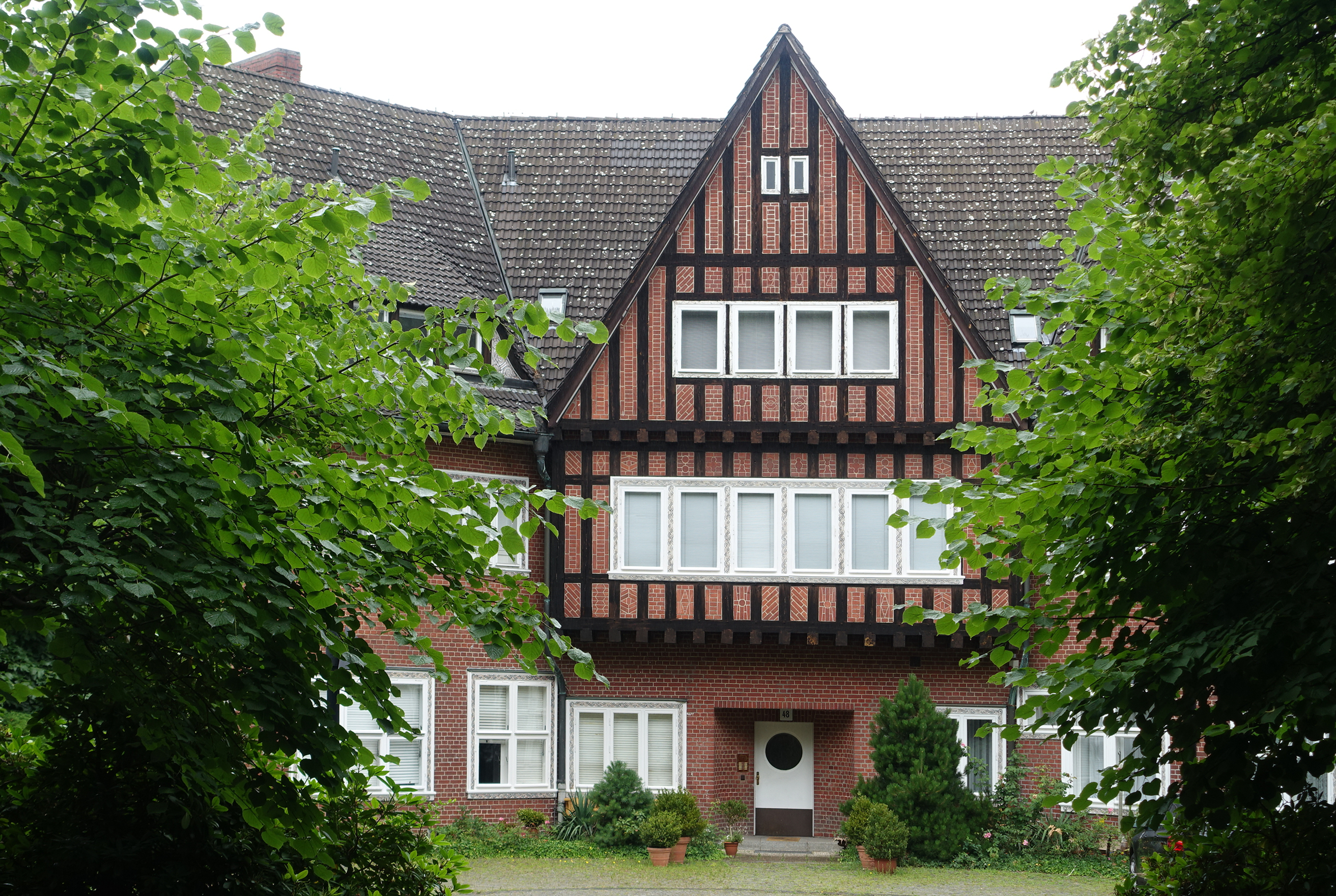
Haus Freudenberg, 2016

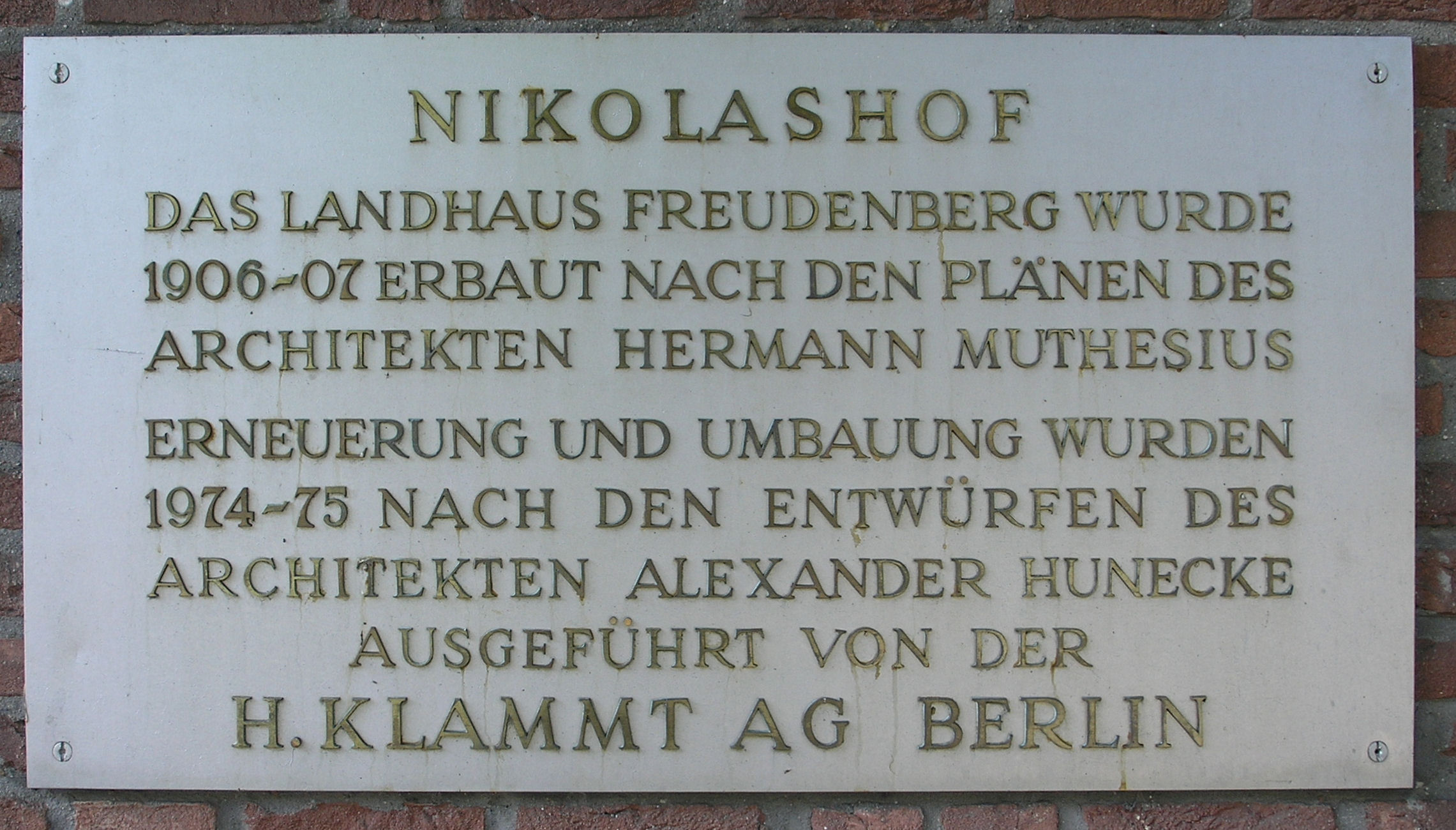
Gedenktafel, 2010

Nach dem Einzug der Freudenbergs in das Haus spielte sich dort das Privatleben einer sehr vermögenden, künstlerisch anspruchsvollen und gesellschaftlich angesehenen Familie ab. Unter anderem gab es eine bedeutende Kunstsammlung mit Gemälden von Vincent van Gogh, Henri Matisse, Max Liebermann und Lyonel Feininger. Nach dem Tode Hermann Freudenbergs 1924 wurde es von seiner Familie weiter bis zur Flucht vor den Nazis ab 1934 bewohnt.
Es folgte die Enteignung der Familie, um das Gebäude zu „arisieren“. Der Architekt Alexander Hunnecke erwarb das Anwesen und wandelte es 1937–1938 in eine Diät- und Kurklinik um. Im Zweiten Weltkrieg leicht beschädigt, wurde es danach zunächst wiederhergestellt. Das Ehepaar Hunnecke lebte dort bis 1971. Dann stellte Alexander Hunnecke einen Antrag auf Abbruch des Hauses, dem allerdings u. a. durch eine persönliche Initiative von Anna Teut, die dem Planungsbeirat der Stadt Berlin angehörte, nicht entsprochen wurde. Eine Kompromisslösung durch Neubebauung des Grundstücks zur Potsdamer Chaussee hin war das Ergebnis ihrer Bemühungen. 1975 wurde das Haus durchgreifend umgebaut und in elf Wohnungen aufgeteilt. Unter anderem gingen dadurch auch die originalen Sprossenfenster verloren. Unter der Bezeichnung „Nikolashof“ wurde das Grundstück mit drei Hauszeilen für Eigentumswohnungen bebaut. Von der einstigen Gartengestaltung mit Terrassen, Tiefgarten, Beeten, Tennisplatz und Teehaus blieb nur die Eingangsallee von der Potsdamer Chaussee erhalten.